# أولمبياد الشطرنج ال39
نظم الاتحاد الدولي للشطرنج أولمبياد الشطرنج التاسع والثلاثون بمدينة خانتي-مانسييسك الروسية من 20 سبتمبر إلى 4 أكتوبر 2010 بمشاركة 153 منتخب لتكون المرة الرابعة التي تحظى بها روسيا في تنظيم هذه المنافسة إذ سبق واحتضنت دورة الأولمبياد لسنة 1956 في عهد الاتحاد السوفياتي ودورتي 1994 و1998. شاركت روسيا بخمس منتخبات ولأول مرة لعب سيرغي كارياكن ضمن منتخبها الأول وهو الفائز بأولمبياد الشطرنج لسنة 2004 ضمن صفوف المنتخب الأوكراني.أصدرت روسيا 5000 نسخة في شكل عملة فضية تذكارية بقيمة 3 روبلات، مكرسة لتخليد الدورة.
كما أصدر«بريد روسيا» سلسلة خاصة من الأظرفة البريدية في 500 ألف نسخة بمناسبة تنظيم الحدث الرياضي.
لم يتمكن الاتحاد الألماني للشطرنج من بعث أفضل لاعبيه (جيورج مايير؛ يان غوستافسون؛ أركادي نايديتش) لأسباب مادية.
فاز المنتخب الأوكراني بالميدالية الذهبية في منافسات الذكور وبالمثل بالنسبة للمتخب الروسي في منافسات الإناث، بينما نال كل من ايميل سيتوفسكي (الكيان الصهيوني)-في منافسات الذكور - والأوكرانية إينا غابونينكو-في منافسات الإناث-الميدالية الذهبية على أحسن أداء فردي.

## عروض التنظيم
قدمت ست مدن عروضها لتنظيم أولمبياد الشطرنج 2010 : خانتي-مانسييسك وبودفاو بوينس آيرس وبوزنان وريغا وتالين. كان اختيار مدينة خانتي-مانسييسك كجزء من أشغال الجمعية العامة للإتحاد الدولي للشطرنج التي عقدت خلال أولمبياد الشطرنج 37 في تورينو سنة 2006.

## التنظيم
- جرت المنافسات الرئيسية في كل المسابقات بقاعتين مغلقتين في ملعب للتنس افتتح في سبتمبر 2008. وتبلغ مساحتهما 15558 متراً مربعاً، بطاقة استيعابية تصل إلى 3500 شخص.
- شارك 1306 لاعب شطرنج ينتمون إلى 144 بلدا من بينهم 242 أستاذا دوليا كبيراً و-118 أستاذاً دوليا.
- إنفردت روسيا بمشاركتها بخمس منتخبات؛
- كان سافا ستويسافليفيتش (Sava Stoisavljevic)الحكم الرئيسي للأولمبياد.
- أجريت المنافسات وفق نظام الطريقة السويسرية التي تلزم اللاعب بإنجاز 40 نقلة في 90 دقيقة وتضاف 30 دقيقة بعد النقلة الأربعين مع إضافة 30 ثانية عن كل نقلة منجزة منذ بدء الدور.
- للمرة الأولى بعد سنة 2006 يمكن للاعب تقديم اقتراح التعادل على خصمه في أي لحظة من لحظات المباراة وهو أمر لم يكن مسموحاً به في النسخة السابقة لأولمبياد الشطرنج (2008)، إذ كان اقتراح التعادل ممكنا فقط بعد إنجاز النقلة الثلاثين.

## الحائزون على الجوائز
- فاز المنتخب الأوكراني بالميدالية الذهبية وكان يتشكل من:

1. فاسيلي ايفانتشوك
2. رسلان بونوماريوف
3. بافل إليانوف
4. زخار افيمنكو
5. الكسندر ماييسينكو

- حاز المنتخب الروسي على الميدالية الفضية وكان يضم:

1. فلاديمير كرامنيك
2. الكسندر غريشوك
3. بيوتر سفيدلر
4. سرجي كرياكين
5. فلاديمير مالاخوف

- احتل منتخب الكيان الصهيوني المركز الثالث وتقدم على المنتخب المجري وفقاً لطرق كسر التعادل وكان يضم:

1. بوريس غلفاند
2. ايميل سيطوفسكي
3. ايليا سميرين
4. مكسيم رودشتين
5. فيكتور ميخاليفسكي

- أما الجوائز الفردية لأحسن أداء حسب الطاولات فنالها كل من:

1. فاسيلي ايفانتشوك -أوكرانيا: الطاولة الأولى.
2. ايميل سيطوفسكي - الكيان الصهيوني: الطاولة الثانية.
3. فيتالي تيتيريف - بلاروسيا: الطاولة الثالثة.
4. سرجي كرياكين -روسيا: الطاولة الرابعة.
5. كريستيان فيلر - فرنسا: الطاولة الخامسة.

## نتائج المنتخبات

### الجولة الأولى
- امتنع المنتخب اليمني عن مواجهة منتخب الكيان الصهيوني، فأحتسبت له الخسارة في الجولة الأولى.

| الجولة الأولى - 21.09.2010 | الجولة الأولى - 21.09.2010 | الجولة الأولى - 21.09.2010 | الجولة الأولى - 21.09.2010 | الجولة الأولى - 21.09.2010 | الجولة الأولى - 21.09.2010 | الجولة الأولى - 21.09.2010 | الجولة الأولى - 21.09.2010 |
| №                          | المنتخب                    | نقط المنتخب                | النقط                      | النتيجة                    | النقط                      | نقط المنتخب                | المنتخب                    |
| -------------------------- | -------------------------- | -------------------------- | -------------------------- | -------------------------- | -------------------------- | -------------------------- | -------------------------- |
| 1                          | روسيا 1                    | 0                          | 0                          | 3½:½                       | 0                          | 0                          | جمهورية أيرلندا            |
| 2                          | العراق                     | 0                          | 0                          | 4:0                        | 0                          | 0                          | أوكرانيا                   |
| 3                          | الصين                      | 0                          | 0                          | 3½:½                       | 0                          | 0                          | قرغيزستان                  |
| 4                          |                            | 0                          | 0                          | 4:0                        | 0                          | 0                          | روسيا 2                    |
| 5                          | المجر                      | 0                          | 0                          | 3½:½                       | 0                          | 0                          | الأردن                     |
| 6                          | كوستاريكا                  | 0                          | 0                          | 3:1                        | 0                          | 0                          | أرمينيا                    |
| 7                          | أذربيجان                   | 0                          | 0                          | 3½:½                       | 0                          | 0                          | جنوب إفريقيا               |
| 8                          | بنغلاديش                   | 0                          | 0                          | ½:3½                       | 0                          | 0                          | بلغاريا                    |
| 9                          | الولايات المتحدة           | 0                          | 0                          | 0:4                        | 0                          | 0                          | جزر فارو                   |
| 10                         | باراغواي                   | 0                          | 0                          | ½:3½                       | 0                          | 0                          | فرنسا                      |
| 11                         | الكيان الصهيوني            | 0                          | 0                          | (0:4)*                     | 0                          | 0                          | اليمن                      |
| 12                         | ماليزيا                    | 0                          | 0                          | ½:3½                       | 0                          | 0                          | إنجلترا                    |
| 13                         | هولندا                     | 0                          | 0                          | 3:1                        | 0                          | 0                          | جمهورية الدومينيكان        |
| 14                         | أندورا                     | 0                          | 0                          | ½:3½                       | 0                          | 0                          | روسيا 3                    |
| 15                         | بولندا                     | 0                          | 0                          | 0:4                        | 0                          | 0                          | لوكسمبورغ                  |

### الجولة الثانية
| الجولة الثانية - 22.09.2010 | الجولة الثانية - 22.09.2010 | الجولة الثانية - 22.09.2010 | الجولة الثانية - 22.09.2010 | الجولة الثانية - 22.09.2010 | الجولة الثانية - 22.09.2010 | الجولة الثانية - 22.09.2010 | الجولة الثانية - 22.09.2010 |
| №                           | Команда                     | КО                          | Очки                        | Результат                   | Очки                        | КО                          | Команда                     |
| --------------------------- | --------------------------- | --------------------------- | --------------------------- | --------------------------- | --------------------------- | --------------------------- | --------------------------- |
| 1                           | أوكرانيا                    | 2                           | 4                           | 0:4                         | 4                           | 2                           | إسكتلندا                    |
| 2                           | روسيا 2                     | 2                           | 4                           | 3½:½                        | 4                           | 2                           | فنزويلا                     |
| 3                           | منغوليا                     | 2                           | 4                           | ½:½3                        | 4                           | 2                           | الولايات المتحدة            |
| 4                           | الكيان الصهيوني             | 2                           | 4                           | 2:2                         | 4                           | 2                           | إندونيسيا                   |
| 5                           | ألبانيا                     | 2                           | 4                           | 4:0                         | 4                           | 2                           | بولندا                      |
| 6                           | كوبا                        | 2                           | 4                           | 1:3                         | 4                           | 2                           | تركمنستان                   |
| 7                           | ICSC                        | 2                           | 4                           | ½:3½                        | 4                           | 2                           | الهند                       |
| 8                           | جورجيا                      | 2                           | 4                           | 0:4                         | 4                           | 2                           | سنغافورة                    |
| 9                           | روسيا 1                     | 2                           | 3½                          | 1:3                         | 4                           | 2                           | صربيا                       |
| 10                          | البرازيل                    | 2                           | 4                           | 3:1                         | 3½                          | 2                           | الصين                       |
| 11                          | الأرجنتين                   | 2                           | 4                           | 1½:2½                       | 3½                          | 2                           | المجر                       |
| 12                          | أذربيجان                    | 2                           | 3½                          | 1½:2½                       | 4                           | 2                           | فيتنام                      |
| 13                          | كرواتيا                     | 2                           | 4                           | 2½:1½                       | 3½                          | 2                           | بلغاريا                     |
| 14                          | فرنسا                       | 2                           | 3½                          | 2:2                         | 4                           | 2                           | سلوفينيا                    |
| 15                          | البوسنة والهرسك             | 2                           | 4                           | 2½:1½                       | 3½                          | 2                           | إنجلترا                     |